# Новичков, Александр Степанович
Александр Степанович Новичков (1914, Городецкое, Симбирская губерния — 23 августа 1944, Подляское воеводство) — участник Великой Отечественной войны, командир батальона 609-го стрелкового полка 139-й стрелковой дивизии 50-й армии 2-го Белорусского фронта, Герой Советского Союза (1945), капитан.

## Биография
Родился 23 ноября 1914 года в селе Городецкое (ныне — Майнский район Ульяновской области) в крестьянской семье. Русский. Окончил 7 классов. Жил и работал в Сталинграде (ныне Волгоград).
С 1936 по 1938 год проходил действительную срочную службу в РККА.
Вновь призван Сталинградским горвоенкоматом в 1941 году.
В действующей армии — с декабря 1941 года. Сражался на Западном фронте.
В 1942 году окончил курсы младших лейтенантов, после чего направлен в 139-ю стрелковую дивизию.
С 2 по 31 марта 1943 года в составе 50-й армии принимал участие в Ржевско-Вяземской наступательной операции, затем до августа 1943 года 139-я СД находилась в обороне в районе города Киров Калужской области.
С 7 по 2 октября 1943 года в составе 139-й СД, входившей в 10-ю армию, участвовал в Смоленской стратегической наступательной операции.
В боях на Спас-Деменском направлении командир стрелковой роты 609-го стрелкового полка старший лейтенант Новичков отличился в боях за населённые пункты Игнатовка, Владимировка, Латыши, Ковалёвка Куйбышевского района Калужской области. Со своей ротой он отражал в день по нескольку контратак противника, каждый раз заставляя его отходить с большими потерями. За период с 10 по 17 августа 1943 года его рота уничтожила до 95 солдат и офицеров, захватила 4 ручных пулемёта, несколько велосипедов, взяла в плен одного солдата. Приказом по 10-й армии № 23/н от 30 августа 1943 года Новичков был награждён орденом Красной Звезды и назначен командиром батальона.
С 12 октября по 2 декабря 1943 года в составе 139-й СД 49-й армии участвовал в Оршанской наступательной операции.
В 1943 году Новичков вступил в ВКП(б).
2 января 1944 года в боях на территории Могилевской области Белоруссии получил осколочное ранение в висок и в ногу.
С 23 июня по 4 июля 1944 года в составе 139-й СД 50-й армии 2-го Белорусского фронта участвовал в Могилёвской и Минской наступательных операциях.
Особо отличился в ходе Могилёвской операции при освобождении города Могилёв.
28 июня 1944 года, получив приказ форсировать Днепр и штурмом ворваться в город Могилёв, Новичков подготовил свой батальон, скрытно подвёл его к реке на центральном направлении и внезапно форсировал Днепр. В момент форсирования реки офицерский, сержантский и рядовой состав был настолько подготовлен, что каждый участник переправлялся на досках, брёвнах и вплавь, и задача по форсированию Днепра была выполнена блестяще. Личный состав рвался вперёд, опрокинул оборону противника, штурмом ворвался в Могилёв и завязал рукопашную схватку с противником. Борьба проходила буквально за каждый дом, хорошо обученные бойцы очищали дома, чердаки, погреба, уничтожали противника и забирали пленных. Отбивая контратаки противника, капитан Новичков искусно маневрировал своими подразделениями, обходил противника, окружал и брал в плен. За эти дни батальоном взято в плен 95 унтер-офицеров, 5 полковников, 130 солдат. Захвачены трофеи: 100 лошадей, 5 раций, 50 автомашин, 5 продовольственных складов, 10 орудий разного калибра и много другого военного имущества. Во всех операциях Новичков находился с бойцами и, лично показывая образцы героизма, увлекал за собою своих подчиненных, за что был представлен к званию Героя Советского Союза.
С 5 по 27 июля 1944 года в составе 139-й СД 49-й армии участвовал в Белостокской наступательной операции.
23 августа 1944 года во время боёв на польской территории в районе города Замбрув (Подляское воеводство, юго-западнее Белостока) командир батальона 609-го стрелкового полка 139-й СД майор Новичков погиб, подорвавшись на мине.
Похоронен в городе Замбрув Польша.
Указом Президиума Верховного Совета СССР от 24 марта 1945 года за образцовое выполнение боевых заданий командования на фронте борьбы с немецко-фашистскими захватчиками и проявленные при этом мужество и героизм Новичкову Александру Степановичу присвоено звание Героя Советского Союза с вручением ордена Ленина и медали «Золотая Звезда».

## Награды
- Медаль «Золотая Звезда» Героя Советского Союза (24.03.1945);
- орден Ленина (24.03.1945);
- орден Красной Звезды (30.08.1943).

## Память
- Имя Героя высечено золотыми буквами в зале Славы Центрального музея Великой Отечественной войны в Парке Победы города Москва.